# Félix d'Arles
Félix d’Arles ( ?- ?) fut archevêque d’Arles (av.680-682).

## Biographie
Bien qu’il ne figure pas sur les diptyques épiscopaux, cet archevêque est connu par divers documents. On sait ainsi qu’il participe avec deux autres légats des Gaules et celui de Bretagne, au concile de Rome de 680 qui précède le troisième concile de Constantinople tenu peu après.  Il préside également vers 682, un concile tenu à Arles au sujet du célibat des prêtres.

### Sources
- Joseph Hyacinthe Albanés - Gallia christiana novissima; ouvrage accessible sur Gallica ici
- René François Rohrbacher - Histoire universelle de l'église catholique  - 1843